# 1989 في لبنان
فيما يلي قوائم الأحداث التي وقعت خلال عام 1989 في لبنان.

## سياسة

### تعيين في المنصب
- 5 نوفمبر – رينيه معوض رئيس الجمهورية اللبنانية.
- 24 نوفمبر – إلياس الهراوي رئيس الجمهورية اللبنانية.

### انتهاء فترة المنصب
- 16 مايو – حسن خالد مفتي الجمهورية اللبنانية.
- 22 نوفمبر – رينيه معوض رئيس الجمهورية اللبنانية.

## كتب
من الكتب التي صدرت هذه السنة في لبنان:
- 1 يناير – مسك الغزال من تأليف حنان الشيخ.

## مواليد

### مارس
- 20 مارس – حسن شعيتو لاعب كرة قدم لبناني.

### يوليو
- 17 يوليو – لارا نبهان صحفية لبنانية.
- 21 يوليو – تفين كارول مومجوغليان لاعبة تنس طاولة لبنانية.

### أكتوبر
- 8 أكتوبر – مصطفى شاهين لاعب كرة قدم لبناني.
- 17 أكتوبر – سالي جريج

### نوفمبر
- 8 نوفمبر – محمد حيدر لاعب كرة قدم لبناني.

## وفيات

### يناير
- 1 يناير – أنيس أبو زكي (مواليد 1910) ضابط وقائد عسكري لبناني.
- 1 يناير – يوسف حتي (مواليد 1895) طبيب ومعجمي لبناني.

### فبراير
- 9 فبراير – أنور الفطايري (مواليد 1946) سياسي لبناني.

### أبريل
- 5 أبريل – نسيب أبو شقرا (مواليد 1909) صحفي وضابط الشرطة لبناني.
- 16 أبريل – توفيق يوسف عواد (مواليد 1911) كاتب لبناني.

### مايو
- 12 مايو – أمين طليع (مواليد 1911) قاض، حقوقي وكاتب لبناني.
- 16 مايو – حسن خالد (مواليد 1921)

### يوليو
- 10 يوليو – بشير الأعور (مواليد 1909) قاض وإداري وسياسي لبناني.
- 17 يوليو – عفيفة صعب (مواليد 1900) صحفية ومدرسة لبنانية.

### نوفمبر
- 22 نوفمبر – رينيه معوض (مواليد 1925) سياسي لبناني.